# Vladimír Kučera (politik)
Vladimír Kučera (14. května 1905 Brno – 6. října 1985 Jihlava) byl český a československý právník, politik Československé strany lidové a poúnorový poslanec Národního shromáždění ČSR.

## Biografie
Vystudoval práva na Právnické fakultě Masarykovy univerzity v Brně. Po vojně nastoupil jako praktikant k soudu a později se stal advokátním praktikantem. V letech 1947 až 1978 byl advokátem a později členem advokátní poradny v Jihlavě. V politice se angažoval až po válce. Po únoru 1948 zaujal místo předsedy Krajského akčního výboru ČSL v Jihlavě a následně do roku 1968 předsedal jihlavské MO ČSL. Od roku 1954 byl aktivní pouze na lokální úrovni, dlouholetý poslanec MěNV v Jihlavě. V poválečném období byl šéfredaktorem lidoveckého listu Národní obroda, který vycházel v Brně a měl protikomunistickou orientaci.
Po únorovém převratu v roce 1948 patřil k frakci tehdejší lidové strany loajální vůči Komunistické straně Československa, která v ČSL převzala moc a proměnila ji na spojence komunistického režimu. Ve volbách roku 1948 byl zvolen do Národního shromáždění za ČSL ve volebním kraji Jihlava. V parlamentu setrval do konce funkčního období, tedy do voleb v roce 1954.